# Draganoveț, Tărgoviște
Draganoveț (în bulgară Драгановец) este un sat în comuna Tărgoviște, regiunea Tărgoviște,  Bulgaria. 

## Demografie
Componența etnică a satului Draganoveț
     Nicio identificare (1,06%)
     Turci (57,26%)
     Bulgari (3,2%)
     Romi (38,46%)
La recensământul din 2011, populația satului Draganoveț era de 468 locuitori. Din punct de vedere etnic, majoritatea locuitorilor (57,26%) erau turci, existând și minorități de romi (38,46%) și bulgari (3,2%). Pentru 1,06% din locuitori nu este cunoscută apartenența etnică.